# شوبا أوكاديغبو
شوبا أوكاديغبو (بالإنجليزية: Chuba Okadigbo)‏ (ولد في 17 ديسمبر 1941 وتوفي 25 سبتمبر 2003 م) هو سياسي نيجيري، وكان رئيس مجلس الشيوخ في نيجيريا.